# Dania na Letnich Igrzyskach Olimpijskich 1920
Danię na Letnich Igrzyskach Olimpijskich 1920 w Antwerpii reprezentowało 154 zawodników: 150 mężczyzn i 14 kobiet. Był to piąty start reprezentacji Danii na letnich igrzyskach olimpijskich.

## Zdobyte medale
| Medal  | Zawodnik | Dyscyplina      | Konkurencja                                       | Rezultat                                             |
| ------ | --- | --------------- | ------------------------------------------------- | ---------------------------------------------------- |
| Złoto  | Georg Albertsen, Rudolf Andersen, Viggo Dibbern, Aage Frandsen, Hugo Helsten, Harry Holm, Herold Jansson, Robert Johnsen, Christian Juhl, Vilhelm Lange, Svend Madsen, Peder Marcussen, Peder Møller, Niels Turin Nielsen, Steen Olsen, Christian Pedersen, Hans Rønne, Harry Sørensen, Christian Thomas, Knud Vermehren | Gimnastyka      | ćwiczenia wolne mężczyzn drużynowo                |                                                      |
| Złoto  | Stefanie Clausen | Skoki do wody   | skoki z wieży kobiet                              | 173 pkt                                              |
| Złoto  | Erik Sætter-Lassen, Lars Jørgen Madsen, Anders Petersen, Anders Peter Nielsen, Niels Larsen | Strzelectwo     | karabin wojskowy stojąc 300 m drużynowo           | 268 pkt                                              |
| Srebro | Anders Petersen | Boks            | waga musza do 50,8 kg                             | w finale przegrał z Amerykaninem Frankiem Genaro     |
| Srebro | Gotfred Johansen | Boks            | waga lekka do 61,24 kg                            | w finale przegrał z Amerykaninem Samuelem Mosbergiem |
| Srebro | Søren Petersen | Boks            | waga ciężka powyżej 79,38 kg                      | w finale przegrał z Brytyjczykiem Ronaldem Rawsonem  |
| Srebro | Johannes Birk, Frede Hansen, Kristian Hansen, Frederik Hansen, Hans Hovgaard Jakobsen, Aage Jørgensen, Alfred Jørgensen, Alfred Ollerup, Arne Jørgensen, Knud Kirkeløkke, Jens Lambæk, Kristjan Larsen, Kristian Madsen, Niels Erik Nielsen, Niels Kristian Nielsen, Dynes Pedersen, Hans Pedersen, Johannes Pedersen, Peder Dorf Pedersen, Rasmus Rasmussen, Hans Christian Sørensen, Hans Laurids Sørensen, Søren Sørensen, Georg Vest, Aage Walther | Gimnastyka      | ćwiczenia na przyrządach drużynowo                | 1325 pkt                                             |
| Srebro | Andreas Rasmussen, Hans Christian Herlak, Erik Husted, Frands Faber, Henning Holst, Hans Jørgen Hansen, Steen Due, Hans Bjerrum, Thorvald Eigenbrod, Svend Blach, Ejvind Blach, Paul Metz | Hokej na trawie | turniej mężczyzn                                  |                                                      |
| Srebro | Henry Petersen | Lekkoatletyka   | skok o tyczce mężczyzn                            | 3,70 m                                               |
| Srebro | Niels Larsen | Strzelectwo     | karabin wojskowy trzy pozycje 300 m indywidualnie | 989 pkt                                              |
| Srebro | Lars Jørgen Madsen | Strzelectwo     | karabin wojskowy stojąc 300 m indywidualnie       | 55 pkt                                               |
| Srebro | Poul Hansen | Zapasy          | styl klasyczny waga ciężka powyżej 82,5 kg        | w finale uległ Finowi Adolfowi Lindforsowi           |
| Brąz   | Johannes Eriksen | Zapasy          | styl klasyczny waga do 82, kg                     |                                                      |

## Skład kadry

### Boks
Mężczyźni
- Anders Pedersen waga musza do 50,80 kg – 2. miejsce,
- Einer Jensen waga musza do 50,80 kg – 9. miejsce,
- Nick Clausen waga kogucia do 53,53 kg – 5. miejsce,
- Hans Nielsen waga kogucia do 53,53 kg – 9. miejsce,
- Gotfred Johansen waga lekka do 61,24 kg – 2. miejsce,
- Holger Jensen waga lekka do 61,24 kg – 9. miejsce,
- August Suhr waga półśrednia do 66,68 kg – 5. miejsce,
- Ivan Schannong waga półśrednia do 66,68 kg – 9. miejsce,
- Martin Olsen waga średnia do 72,57 kg – 5. miejsce,
- Georg Kruse waga średnia do 72,57 kg – 9. miejsce,
- Emil Andreasen waga półciężka do 79,38 kg – 5. miejsce,
- Søren Petersen waga ciężka powyżej 79,38 kg – 2. miejsce,

### Gimnastyka
Mężczyźni
- Georg Albertsen, Rudolf Andersen, Viggo Dibbern, Aage Frandsen, Hugo Helsten, Harry Holm, Herold Jansson, Robert Johnsen, Christian Juhl, Vilhelm Lange, Svend Madsen, Peder Marcussen, Peder Møller, Niels Turin Nielsen, Steen Olsen, Christian Pedersen, Hans Rønne, Harry Sørensen, Christian Thomas, Knud Vermehren – ćwiczenia wolne drużynowo – 1. miejsce,
- Johannes Birk, Frede Hansen, Kristian Hansen, Frederik Hansen, Hans Hovgaard Jakobsen, Aage Jørgensen, Alfred Jørgensen, Alfred Ollerup, Arne Jørgensen, Knud Kirkeløkke, Jens Lambæk, Kristjan Larsen, Kristian Madsen, Niels Erik Nielsen, Niels Kristian Nielsen, Dynes Pedersen, Hans Pedersen, Johannes Pedersen, Peder Dorf Pedersen, Rasmus Rasmussen, Hans Christian Sørensen, Hans Laurids Sørensen, Søren Sørensen, Georg Vest, Aage Walther – ćwiczenia na przyrządach drużynowo – 2. miejsce,

### Hokej na trawie
Mężczyźni
- Andreas Rasmussen, Hans Christian Herlak, Erik Husted, Frands Faber, Henning Holst, Hans Jørgen Hansen, Steen Due, Hans Bjerrum, Thorvald Eigenbrod, Svend Blach, Ejvind Blach, Paul Metz – 2. miejsce,

### Kolarstwo
- Christian Johansen – kolarstwo szosowe – wyścig ze startu wspólnego indywidualnie – 11. miejsce,
- Arnold Lundgren – kolarstwo szosowe – wyścig ze startu wspólnego indywidualnie – 17. miejsce,
- Kristian FrischAhrensborg Claussen – kolarstwo szosowe – wyścig ze startu wspólnego indywidualnie – 19. miejsce,
- Ahrensborg Claussen – kolarstwo szosowe – wyścig ze startu wspólnego indywidualnie – 20. miejsce,
- Christian Johansen, Arnold Lundgren, Kristian Frisch, Ahrensborg Claussen – kolarstwo szosowe wyścig ze startu wspólnego drużynowo – 4. miejsce,
- Henry Brask Andersen – kolarstwo torowe – sprint – odpadł w eliminacjach
- Axel Hornemann Hansen – kolarstwo torowe – sprint – odpadł w eliminacjach
- Henry Brask Andersen, Axel Hornemann Hansen – tandemy na 2000 m – odpadli w eliminacjach,

### Lekkoatletyka
Mężczyźni
- August Sørensen

bieg na 100 m – odpadł w ćwierćfinale,
bieg na 200 m – odpadł w ćwierćfinale,
- Marinus Sørensen – bieg na 100 m – odpadł w ćwierćfinale,
- Fritiof Normann Andersen – bieg na 100 m – odpadł w eliminacjach,
- Jón Jónsson – bieg na 5000 m – odpadł w eliminacjach,
- Artur Nielsen – bieg na 5000 m – nie ukończył biegu eliminacyjnego,
- Albert Andersen – bieg na 10 000 m – nie ukończył biegu finałowego,
- Julius Ebert – bieg na 10 000 m – nie ukończył biegu eliminacyjnego,
- Sofus Rose – maraton – 6. miejsce,
- Rudolf Hansen – maraton – 8. miejsce,
- Axel Jensen – maraton – nie ukończył biegu,
- Henri Thorsen – bieg na 110 m przez płotki – odpadł w półfinale,
- Henri Thorsen, Fritiof Normann Andersen, August Sørensen, Marinus Sørensen – sztafeta 4 × 100 m – 5. miejsce,
- Niels Pedersen

chód na 3000 m – 11. miejsce,
chód na 10 km – odpadł w eliminacjach (dyskwalifikacja)
- Gunnar Rasmussen

chód na 3000 m – odpadł w eliminacjach (dyskwalifikacja),
chód na 10 km – odpadł w eliminacjach (dyskwalifikacja),
- Albert Andersen – bieg przełajowy indywidualnie – 20. miejsce,
- Henrik Sørensen – bieg przełajowy indywidualnie – 27. miejsce,
- Jón Jónsson – bieg przełajowy indywidualnie – 28. miejsce,
- Julius Ebert – bieg przełajowy indywidualnie – 35. miejsce,
- Artur Nielsen – bieg przełajowy indywidualnie – nie ukończył biegu
- Albert Andersen, Henrik Sørensen, Jón Jónsson, Julius Ebert, Artur Nielsen – bieg przełajowy drużynowo – 7. miejsce,
- Henry Petersen – skok o tyczce – 2. miejsce,
- Laurits Jørgensen – skok o tyczce – 6. miejsce,
- Oluf Petersen – pchnięcie kulą – 11. miejsce,
- Valther Jensen – rzut dyskiem – 7. miejsce,
- Oluf Petersen – rzut oszczepem – 19. miejsce,

### Pięciobój nowoczesny
Mężczyźni
- Marius Christensen – indywidualnie – 5. miejsce,
- Ejner Augsburg – indywidualnie – 10. miejsce,
- Harry Bjørnholm – indywidualnie – 12. miejsce,
- Johan Herluf Skjoldager – indywidualnie – 20. miejsce,

### Piłka nożna
Mężczyźni
- Sofus Hansen, Nils Middelboe, Steen Steensen Blicher, Christian Grøthan, Ivar Lykke, Gunnar Aaby, Leo Dannin, Mikael Rohde, Viggo Jørgensen, Alf Olsen, Bernhard Andersen – 8. miejsce,

### Podnoszenie ciężarów
- Niels Florin – waga do 60 kg – 10. miejsce,
- Thorvald Hansen – waga do 67,5 kg – 11. miejsce,
- Christian Jensen – waga do 75 kg – 6. miejsce,
- Søren Petersen – waga do 82,5 kg – 10. miejsce,
- Ejnar Jensen – waga powyżej 82,5 kg – 4. miejsce,

### Skoki do wody
Kobiety
- Stefanie Clausen – wieża – 1. miejsce,
- Louise Petersen – wieża – odpadła w eliminacjach,

Mężczyźni
- Paul Köhler – wieża – odpadł w eliminacjach,
- Sven Palle Sørensen

wieża – odpadł w eliminacjach,
wieża skoki proste – odpadł w eliminacjach,
- Herold Jansson – wieża skoki proste – 6. miejsce,

### Strzelectwo
Mężczyźni
- Laurits Larsen

pistolet wojskowy 50 m – 4. miejsce,
- Niels Larsen

pistolet wojskowy 50 m – 5. miejsce,
karabin wojskowy, trzy pozycje 300 m – 2. miejsce,
karabin wojskowy, leżąc 300 m – odpadł w eliminacjach,
karabin wojskowy leżąc 600 m – odpadł w eliminacjach,
karabin wojskowy stojąc 300 m – odpadł w eliminacjach,
- Lars Jørgen Madsen

pistolet wojskowy 50 m – odpadł w eliminacjach,
karabin wojskowy, trzy pozycje 300 m – odpadł w eliminacjach,
karabin wojskowy, leżąc 300 m – odpadł w eliminacjach,
karabin wojskowy leżąc 600 m – odpadł w eliminacjach,
karabin wojskowy stojąc 300 m – 2. miejsce,
karabin małokalibrowy stojąc 50 m – odpadł w eliminacjach,
- Otto Plantener

pistolet wojskowy 50 m – odpadł w eliminacjach,
- Carl Pedersen

pistolet wojskowy 50 m – odpadł w eliminacjach,
- Christian Andersen – pistolet wojskowy 50 m – odpadł w eliminacjach,
- Niels Larsen, Lars Jørgen Madsen, Otto Plantener, Carl Pedersen, Christian Andersen – pistolet wojskowy drużynowo – 8. miejsce,
- Peter Geltzer Petersen – karabin wojskowy, trzy pozycje 300 m – odpadł w eliminacjach,
- Niels Laursen – karabin wojskowy, trzy pozycje 300 m – odpadł w eliminacjach,
- Anton Andersen

karabin wojskowy, trzy pozycje 300 m – odpadł w eliminacjach,
karabin wojskowy, leżąc 300 m – odpadł w eliminacjach,
- Niels Larsen, Lars Jørgen Madsen, Peter Geltzer Petersen, Niels Laursen, Anton Andersen – : karabin wojskowy, trzy pozycje 300 m drużynowo – 5. miejsce,
- Erik Sætter-Lassen

karabin wojskowy, leżąc 300 m – odpadł w eliminacjach,
karabin wojskowy stojąc 300 m – 4. miejsce,
karabin małokalibrowy stojąc 50 m – odpadł w eliminacjach,
- Christen Møller

karabin wojskowy, leżąc 300 m – odpadł w eliminacjach,
karabin wojskowy leżąc 600 m – odpadł w eliminacjach,
karabin małokalibrowy stojąc 50 m – odpadł w eliminacjach,
- Lars Jørgen Madsen, Niels Larsen, Otto Plantener, Carl Pedersen, Anton Andersen – karabin wojskowy leżąc 300 m drużynowo – 13. miejsce,
- Povl Gerlow – karabin wojskowy leżąc 600 m – 8. miejsce,
- Otto Wegener

karabin wojskowy leżąc 600 m – odpadł w eliminacjach,
karabin małokalibrowy stojąc 50 m – odpadł w eliminacjach,
- Anders Peter Nielsen

karabin wojskowy stojąc 300 m – 7. miejsce,
karabin małokalibrowy stojąc 50 m – odpadł w eliminacjach,
- Anders Petersen – karabin wojskowy stojąc 300 m – 7. miejsce,
- Erik Sætter-Lassen, Lars Jørgen Madsen, Anders Petersen, Anders Peter Nielsen, Niels Larsen – karabin wojskowy stojąc 300 m drużynowo – 1. miejsce,
- Lars Jørgen Madsen, Erik Sætter-Lassen, Anders Peter Nielsen, Otto Wegener, Christen Møller – karabin małokalibrowy stojąc 50 m drużynowo – 4. miejsce,

### Szermierka
Mężczyźni
- Ivan Osiier

floret indywidualnie – 8. miejsce,
szpada indywidualnie – odpadł w eliminacjach,
- Ejnar Levison

floret indywidualnie – odpadł w półfinale,
szpada indywidualnie – odpadł w półfinale,
- Georg Hegner – floret indywidualnie – odpadł w eliminacjach,
- Verner Bonde – floret indywidualnie – odpadł w eliminacjach,
- Aage Berntsen

floret indywidualnie – odpadł w eliminacjach,
szpada indywidualnie – odpadł w ćwierćfinale,
szabla indywidualnie – odpadł w półfinale,
- Kay Schrøder

floret indywidualnie – odpadł w eliminacjach,
szpada indywidualnie – odpadł w eliminacjach,
- Ivan Osiier, Georg Hegner, Ejnar Levison, Poul Rasmussen, Kay Schrøder – floret drużynowo – 4. miejsce,
- Otto Bærentzen – szpada indywidualnie – odpadł w ćwierćfinale,
- Georg Hegner – szpada indywidualnie – odpadł w eliminacjach,
- Otto Bærentzen, Ejnar Levison, Ivan Osiier, Poul Rasmussen, Aage Berntsen, Georg Hegner – szpada drużynowo – 9. miejsce,
- Ivan Osiier, Poul Rasmussen, Ejnar Levison, Aage Berntsen, Verner Bonde – szabla drużynowo – 6. miejsce,

### Tenis ziemny
Kobiety
- Elsebeth Brehm – gra pojedyncza – 9. miejsce,
- Amory Hansen – gra pojedyncza – 9. miejsce,
- Amory Hansen, Elsebeth Brehm – gra podwójna – 5. miejsce,

Mężczyźni
- Erik Tegner – gra pojedyncza – 17. miejsce,

Miksty
- Amory Hansen, Erik Tegner – 4. miejsce,

### Wioślarstwo
Mężczyźni
- Theodor Eyrich – jedynki – odpadł w eliminacjach,

### Zapasy
Mężczyźni
- Aage Torgensen – styl klasyczny waga do 60 kg – odpadł w eliminacjach,
- Edvin Jensen – styl klasyczny waga do 60 kg – odpadł w eliminacjach,
- Charles Frisenfeldt – styl klasyczny waga do 67,5 kg – odpadł w eliminacjach,
- Fritz Christiansen – styl klasyczny waga do 67,5 kg – odpadł w eliminacjach,
- Svend Nielsen – styl klasyczny waga do 75 kg – odpadł w eliminacjach,
- Emil Christensen – styl klasyczny waga do 75 kg – odpadł w eliminacjach,
- Johannes Eriksen – styl klasyczny waga do 82,5 kg – 3. miejsce,
- Axel Tetens – styl klasyczny waga do 82,5 kg – odpadł w eliminacjach,
- Poul Hansen – styl klasyczny waga powyżej 82,5 kg – 2. miejsce,
- Emil Larsen – styl klasyczny waga powyżej 82,5 kg – odpadł w eliminacjach,